# Wioślarstwo na Letnich Igrzyskach Olimpijskich 2016 – czwórka podwójna mężczyzn
Rywalizacja w czwórce podwójnej mężczyzn w wioślarstwie na Letnich Igrzyskach Olimpijskich 2016 rozgrywana była między 6 a 11 sierpnia na Lagoa Rodrigo de Freitas.
Do zawodów zgłoszonych zostało 10 osad.

## Terminarz
Wszystkie godziny podane są w czasie brazylijskim (UTC-03:00).
| Data             | Godzina   |            |
| Data             | UTC-03:00 |            |
| ---------------- | --------- | ---------- |
| 6 sierpnia 2016  | 12:50     | Eliminacje |
| 8 sierpnia 2016  | 8:30      | Repasaże   |
| 11 sierpnia 2016 | 10:12     | Finały     |

## Rekordy
| Nazwa             | Zawodnicy                                                    | Kraj      | Rezultat | Miejsce   | Data             |
| ----------------- | ------------------------------------------------------------ | --------- | -------- | --------- | ---------------- |
| Rekord świata     | Artem Morozow Iwan Dowhod´ko Ołeksandr Nadtoka Dmytro Michaj | Ukraina   | 5:32,260 | Amsterdam | 30 sierpnia 2014 |
| Rekord olimpijski | Christopher Morgan James McRae Brendan Long Daniel Noonan    | Australia | 5:36,200 | Pekin     | 10 sierpnia 2008 |

## Wyniki

### Eliminacje
Do finału A awansowały dwie pierwsze osady z każdego biegu. Pozostałe osady wzięły udział w repasażach.
Bieg 1
| Pozycja | Tor | Zawodnik                                                     | Reprezentacja | Czas    | Uwagi |
| ------- | --- | ------------------------------------------------------------ | ------------- | ------- | ----- |
| 1.      | 3   | Kaspar Taimsoo Allar Raja Tõnu Endrekson Andrei Jämsä        | Estonia       | 5:51,71 | FA    |
| 2.      | 2   | Artem Morozow Iwan Dowhod´ko Ołeksandr Nadtoka Dmytro Michaj | Ukraina       | 5:52,90 | FA    |
| 3.      | 1   | Karl Schulze Hans Gruhne Lauritz Schoof Philipp Wende        | Niemcy        | 5:53,63 |       |
| 4.      | 5   | Nathan Flannery John Storey George Bridgewater Jade Uru      | Nowa Zelandia | 5:59,13 |       |
| 5.      | 4   | Julien Bahain Robert Gibson Will Dean Pascal Lussier         | Kanada        | 6:34,55 |       |

Bieg 2
| Pozycja | Tor | Zawodnik                                                                       | Reprezentacja   | Czas    | Uwagi |
| ------- | --- | ------------------------------------------------------------------------------ | --------------- | ------- | ----- |
| 1.      | 5   | James McRae Karsten Forsterling Cameron Girdlestone Alexander Belonogoff       | Australia       | 5:50,98 | FA    |
| 2.      | 3   | Mateusz Biskup Wiktor Chabel Dariusz Radosz Mirosław Ziętarski                 | Polska          | 5:51,28 | FA    |
| 3.      | 2   | Nico Stahlberg Augustin Maillefer Roman Röösli Barnabé Delarze                 | Szwajcaria      | 5:51,52 |       |
| 4.      | 1   | Jack Beaumont Sam Townsend Angus Groom Peter Lambert                           | Wielka Brytania | 5:52,77 |       |
| 5.      | 4   | Dovydas Nemeravičius Martynas Džiaugys Dominykas Jančionis Aurimas Adomavičius | Litwa           | 5:58,70 |       |

### Repasaże
Dwie pierwsze osady awansowały do finału A. Pozostałe osady awansowały do finału B.
| Pozycja | Tor | Zawodnik                                                                       | Reprezentacja   | Czas    | Uwagi |
| ------- | --- | ------------------------------------------------------------------------------ | --------------- | ------- | ----- |
| 1.      | 3   | Karl Schulze Hans Gruhne Lauritz Schoof Philipp Wende                          | Niemcy          | 5:51,43 | FA    |
| 2.      | 5   | Jack Beaumont Sam Townsend Angus Groom Peter Lambert                           | Wielka Brytania | 5:53,10 | FA    |
| 3.      | 1   | Dovydas Nemeravičius Martynas Džiaugys Dominykas Jančionis Aurimas Adomavičius | Litwa           | 5:55,78 |       |
| 4.      | 4   | Nico Stahlberg Augustin Maillefer Roman Röösli Barnabé Delarze                 | Szwajcaria      | 5:56,13 |       |
| 5.      | 6   | Julien Bahain Robert Gibson Will Dean Pascal Lussier                           | Kanada          | 5:56,28 |       |
| 6.      | 2   | Nathan Flannery John Storey George Bridgewater Jade Uru                        | Nowa Zelandia   | 5:58,92 |       |

### Finały
Finał B
| Pozycja | Tor | Zawodnik                                                                       | Reprezentacja | Czas    | Uwagi |
| ------- | --- | ------------------------------------------------------------------------------ | ------------- | ------- | ----- |
| 1.      | 2   | Nico Stahlberg Augustin Maillefer Roman Röösli Barnabé Delarze                 | Szwajcaria    | 6:11,18 |       |
| 2.      | 4   | Julien Bahain Robert Gibson Will Dean Pascal Lussier                           | Kanada        | 6:13,55 |       |
| 3.      | 3   | Dovydas Nemeravičius Martynas Džiaugys Dominykas Jančionis Aurimas Adomavičius | Litwa         | 6:15,16 |       |
| 4.      | 1   | Nathan Flannery John Storey George Bridgewater Jade Uru                        | Nowa Zelandia | 6:18,92 |       |

Finał A
| Pozycja | Tor | Zawodnik                                                                 | Reprezentacja   | Czas    | Uwagi |
| ------- | --- | ------------------------------------------------------------------------ | --------------- | ------- | ----- |
| złoto   | 1   | Karl Schulze Hans Gruhne Lauritz Schoof Philipp Wende                    | Niemcy          | 6:06,81 |       |
| srebro  | 3   | James McRae Karsten Forsterling Cameron Girdlestone Alexander Belonogoff | Australia       | 6:07,96 |       |
| brąz    | 4   | Kaspar Taimsoo Allar Raja Tõnu Endrekson Andrei Jämsä                    | Estonia         | 6:10,65 |       |
| 4.      | 2   | Mateusz Biskup Wiktor Chabel Dariusz Radosz Mirosław Ziętarski           | Polska          | 6:12,09 |       |
| 5.      | 6   | Jack Beaumont Sam Townsend Angus Groom Peter Lambert                     | Wielka Brytania | 6:13,08 |       |
| 6.      | 5   | Artem Morozow Iwan Dowhod´ko Ołeksandr Nadtoka Dmytro Michaj             | Ukraina         | 6:16,30 |       |